# Natan Teewe
Natan Teewe – kiribatyjski polityk i prawnik.
Studiował prawo na University of the South Pacific i Otago University.
W 2003 wszedł w skład gabinetu Anote Tonga, obejmując funkcję ministra komunikacji, transportu i turystyki. Cztery lata później został mianowany ministrem finansów i rozwoju ekonomicznego.